# Tore Moren
Tore Moren (ur. 5 listopada 1969 w Trysil) – norweski muzyk, kompozytor, producent muzyczny. Tore Moren znany jest przede wszystkim z występów w grupach Jørn i Arcturus. Muzyk współpracował ponadto z takimi zespołami jak: Wild Willy's Gang, Carnivora, Skitliv, Extol oraz Sebastien. Jako producent zrealizował m.in. album formacji Ragnarok zatytułowany Diabolical Age (2000).

## Dyskografia
- Jørn - Starfire (2000)
- Jørn - Worldchanger (2001)
- Rain - House of Dreams (2002)
- Extol - Synergy (2003, jako muzyk sesyjny)
- Carnivora - Judas (2004)
- Arcturus - Sideshow Symphonies (2005)
- Rain - Stronger (2006)
- Carnivora - Re-incarnal (2006)
- Jørn - The Duke (2006)
- Arcturus - Shipwrecked in Oslo DVD (2006)
- Jørn - The Gathering (2007)
- Jørn - Unlocking the Past (2007)
- Jørn - Live in America (2007)